# Aleksandrs Sakovskis
Aleksandrs Sakovskis (Riga, 11 de març de 1965) és un polític letó. Membre del Partit Socialdemòcrata «Harmonia» i diputat de la XI legislatura del Saeima, des del 17 d'octubre de 2011 al 4 de novembre de 2014. El 1989 es va graduar a la Universitat de Letònia amb l'especialicitat d'Economia.